# الاعتراف القانوني بالعلاقات المثلية في ليختنشتاين
سمحت ليختنشتاين بالشراكات المسجلة (بالألمانية: eingetragene Partnerschaft) للشركاء المثليين منذ 1 سبتمبر 2011.

## التاريخ

### الشراكات المسجلة
في 19 تشرين الثاني/نوفمبر 2001، قدم النائب بول فوغت عن حزب القائمة الحرة (بالألمانية: Freie Liste) مبادرة شراكة مسجلة إلى لاندتاغ ليختنشتاين (برلمان ليختنشتاين)) والتي أحالتها بعد ذلك إلى الحكومة لإبداء رأيها. كان هدف الحد من التمييز بلا منازع؛ بدلاً من ذلك، كان نوع الاعتراف والتوقيت مقارنةً بالدول المجاورة سببًا للمناقشة. في 15 نيسان/أبريل 2003، نشرت الحكومة موقفها بشأن هذه المسألة؛ وقارنت الوضع القانوني في ليختنشتاين مع البلدان الأوروبية في مسالة الاعتراف القانوني بالعلاقات المثلية (على سبيل المثال، أقرت ألمانيا حينها شراكات الحياة المسجلة)، ولكن أيضًا مع النمسا وسويسرا المجاورتين، والتي لم يكن لديها اعتراف قانوني بالشركاء المثليين في ذلك الوقت. ولما كانت الحكومة لا ترى حاجة ملحة وتفضل انتظار التطورات في النمسا ولا سيما سويسرا، فقد أوصت بالرفض. في 14 مايو 2003، ناقش البرلمان المبادرة ورفضها.
في 17 سبتمبر/أيلول 2007، قدم فرع منظمة العفو الدولية في ليختنشتاين عريضة تطالب بالاعتراف القانوني بالعلاقات المثلية. تم تقديم اقتراح لاحق في لانتداغ ليختنشتاين (برلمان ليختنشتاين) من قبل حزب القائمة الحرة (بالألمانية: Freie Liste) يطالب الحكومة بإقرار قانون شراكة مسجلة شبيه بقانون سويسرا الصادر في 24 أكتوبر 2007 مع تصويت 19 ممثلا لصالح الاقتراح وتصويت 6 ضده (19-6).
| الحزب                  | صوت لصالح | صوت ضد |
| ---------------------- | --------- | ------ |
| حزب المواطنين التقدميa | 10        | 2      |
| الاتحاد الوطنيa        | 6         | 4      |
| القائمة الحرة          | 3         | -      |
| العدد الإجمالي         | 19        | 6      |

a. جزء من حكومة التحالف تحت رئيس الوزراء أوتمار هاسلر.
في ديسمبر 2009، أعلنت وزيرة العدل أوريليا فريك أنها ستقدم مبادرة مشروع قانون الشراكة المسجلة في يناير 2010. والذي تم تقديمه في أبريل 2010. وبعد انتهاء فترة المناقشة على مشروع القانون في 16 يوليو، تم تعديل بعض البنود نتيجة للمناقشة.
وصف مشروع قانون الشراكة المسجلة (بالألمانية:  Lebenspartnerschaftsgesetz) بأنه يشبه إلى حد بعيد القانون النمساوي الذي صدر في خريف عام 2009. وفي أغسطس عام 2010، وأعلن ألويس، ولي عهد ليشتنشتاين عن دعمه لمشروع القانون. في 23 نوفمبر 2010، وضعت الحكومة النسخة النهائية من مشروع القانون،  والتي وافق عليها البرلمان في القراءة الأولى في 16 ديسمبر 2010. تم تمريرها في القراءة الثانية في 16 مارس 2011 ونشرت في الجريدة الرسمية للبلاد في 21 مارس من نفس العام.
| الحزب                  | صوت لصالح | صوت ضد |
| ---------------------- | --------- | ------ |
| الاتحاد الوطنيa        | 10        | 3      |
| حزب المواطنين التقدميa | 10        | 1      |
| القائمة الحرة          | 1         | -      |
| العدد الإجمالي         | 21        | 4      |

a. جزء من حكومة التحالف تحت رئيس الوزراء كلاوس تشوتشر.

### الإستفتاء
أعلنت مجموعة تدعى صوت الشعب (بالألمانية: Vox Populi) عن نيتها فرض استفتاء حول هذه المسألة. وفقا للدستور، كان لدى المنظمة حتى 21 أبريل  (30 يومًا) لجمع ما لا يقل عن 1000 توقيع. حيث تم جمع التوقيعات اللازمة (1,208 توقيعا صالحا)، وتم إجراء استفتاء بين 17 و 19 يونيو 2011. تمت الموافقة على قانون الشراكة المسجلة من قبل 68.8٪ من الذين صوتوا ودخل القانون حيز التنفيذ في 1 سبتمبر 2011.

### اسم العائلة
في عام 2016، قامت الحكومة بإصلاح قانون اسم العائلة. وأصبح يُسمح الآن للشركاء المثليين المسجلين بأن يكون لديهم اسم عائلة مشترك؛ ومع ذلك، يطلق عليه ببساطة «الاسم» في مقابل «اسم العائلة» للمتزوجين المغايرين، وبالتالي الحفاظ على التمييز. تمت مناقشة الإصلاح في برلمان ليختنشتاين في 4 مارس 2016 في القراءة الأولى، وتمت الموافقة عليه بالإجماع دون تصويت أي النواب ضده في قراءته الثانية والأخيرة في 31 أغسطس 2016. تم نشره في الجريدة الرسمية للبلاد في 3 نوفمبر 2016 ودخل حيز التنفيذ في 1 يناير 2017.
| الحزب                  | صوت لصالح |
| ---------------------- | --------- |
| حزب المواطنين التقدميa | 10        |
| الاتحاد الوطنيa        | 8         |
| المستقلون              | 4         |
| القائمة الحرة          | 3         |
| العدد الإجمالي         | 25        |

a. جزء من حكومة التحالف تحت رئيس الوزراء أدريان هاسلر.

### إحصائيات
تم إجراء 11 شراكة مسجلة في العامين الأولين، بعد دخول القانون حيز التنفيذ. وهو ما شكل 2.7% من جميع حالات الزواج التي ٱحتتفل بها في هذين العامين. كانت 8 شراكات مسجلة بين شركاء ذكور وكانت 3 شراكات مسجلة بين شريكات إناث.

### زواج المثليين
في يونيو 2017، قالت وزيرة العدل أوريليا فريك إنها منفتحة على مناقشة عامة حول تقنين زواج المثليين. ورحب النائب دانيال سيغر عن حزب المواطنين التقدميين، الذي ساعد في صياغة قانون الشراكة المسجلة، بتشريع زواج المثليين في ألمانيا وأعرب عن أمله في أن تحذو ليختنشتاين حذوها.

## الرأي العام
في يونيو/حزيران 2017، عقب إقرار قانون زواج المثليين من قبل البوندستاغ الألماني، كلفت جريدة «ليختنشتاينر فاترلاند» استطلاع رأي غير علمي على الإنترنت حيث طلبت من قرائها ما إذا كانوا يدعمون أو يعارضون تشريع زواج المثليين في ليختنشتاين. أيد ذلك 55% وأجابوا ب«نعم وبأسرع وقت ممكن» و 14% أخرى أجابوا بـ «نعم» ولكنهم عارضوا أو واجهوا صعوبات في دعم تبني المثليين للأطفال. عارض 27% زواج المثليين، في حين أن 4% متبقين لم يقرروا بعد أو غير مبالين.